# 세르보크로아트어 위키백과

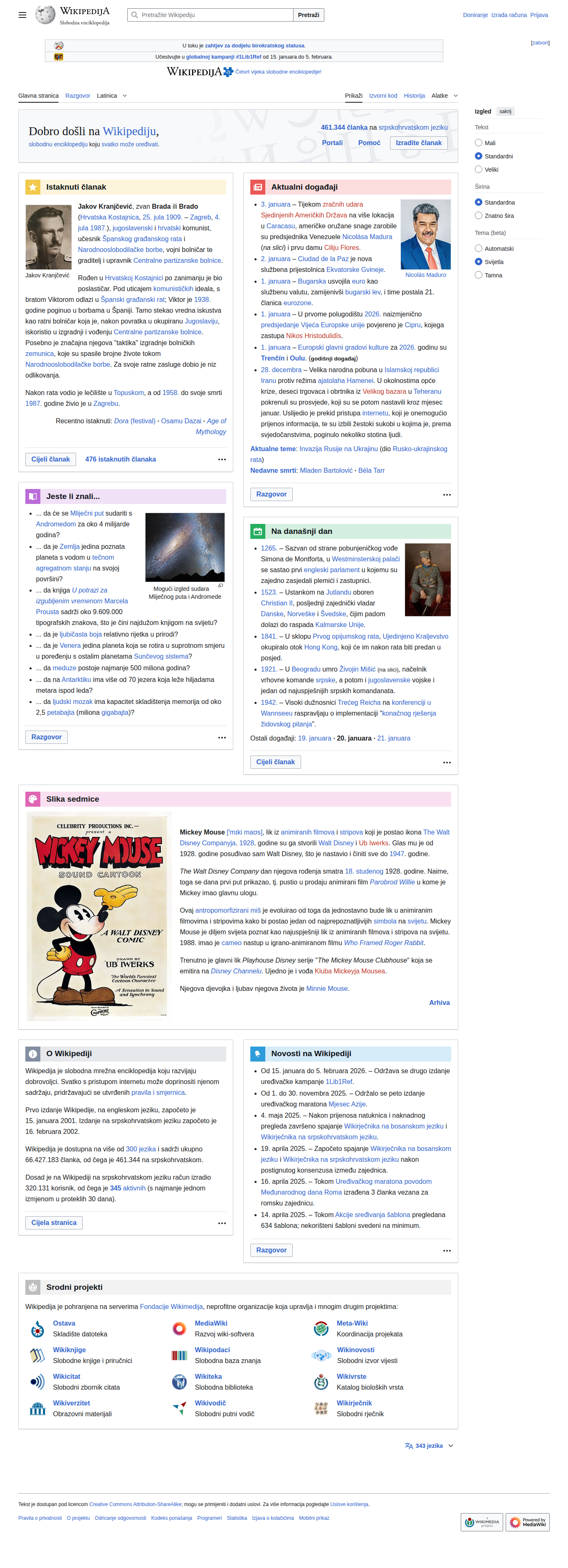

세르보크로아트어 위키백과(세르보크로아트어: Srpskohrvatska Wikipedija)는 세르보크로아트어 버전의 위키백과이다. 2014년 7월 27일 문서 수 201134개를 돌파했다. 기호는 sh이다.